# QCad

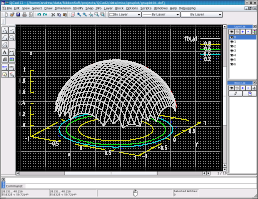
Pantalla de QCad.

QCad es una aplicación informática de diseño asistido por computadora (CAD) para diseño 2D. Funciona en los sistemas operativos  Windows, Mac OS X y  Linux. QCAD tiene una licencia de software GNU General Public License, concretamente, el código fuente de las versiones 3.1 y posteriores tienen licencia GPLv3.
QCad está desarrollado por RibbonSoft. Su programador principal es Andrew Mustun. Se podría decir que es la alternativa libre a otros programas CAD debido a que parte de la interfaz y los conceptos sobre su uso son similares a los de programas muy utilizados, como por ejemplo, AutoCAD. QCad utiliza el formato de archivo DXF como formato nativo. Los archivos se pueden importar o exportar en varios formatos, como SVG, PDF o formatos de mapas de bits.

## Características
Las principales características son:
- Más de 40 herramientas de construcción
- Más de 20 herramientas de modificación
- Construcción y modificación de puntos, líneas, arcos, círculos, elipses, splines, polilíneas, textos, acotaciones, sombreados, rellenos, imágenes raster.
- Formato de archivo nativo DXF (versión R15).
- Soporte completo para capas y bloques.
- Muchas fuentes de texto CAD.
- Soporte para varias unidades, incluyendo métrica, anglosajona, etc.
- Varias potentes herramientas de selección
- Varios modos de referencia a objetos ( extremos, centros, intersecciones, tangencias, automático, etcétera).
- Consola para inserción de coordenadas y ejecución de instrucciones.
- Ilimitados niveles de «deshacer» / « rehacer».
- Varias herramientas de medición
- Importación y exportación de mapas de bits (JPEG, PNG, etc.).
- Impresión e impresión a escala.
- Creación de archivos PDF.
- Interfaz de usuario traducida a múltiples idiomas.

## Historia
El desarrollo de QCad empezó en octubre de 1999, partiendo de código de CAM Expert. Las primeras versiones de QCad tuvieron un éxito relativo, debido a las similitudes con otros programas privativos mucho más costosos económicamente. Tuvo una interfaz traducida a 20 idiomas. QCad 2, diseñado para "hacer QCad más productivo, más amigable al usuario, más flexible y para incrementar su compatibilidad con otros productos", comenzó su desarrollo en mayo de 2002. A partir de 2008, revisiones de la versión 2 fueron lanzadas con mejoras significativas en la usabilidad pero, en este caso, la licencia de esta versión era  privativa. En 2011, se lanzó la primera versión Beta de QCAD 3, con licencia privativa primero, para más tarde (en 2013) liberar el código fuente bajo licencia GPLv3.